# Madagaster senecionoides
Madagaster senecionoides là một loài thực vật có hoa trong họ Cúc. Loài này được (Baker) G.L.Nesom mô tả khoa học đầu tiên năm 1993.